# شهرام خیری
شهرام خیری  بازیکن و مربی اهل ایران ، تبریز می‌باشد و بعنوان سرپرست در تیم ملی ناشنوایان در بازیهای آسیایی حضور داشته و مقام نایب قهرمانی کسب نموده ،  و سالها قبل در تیمهای  بانک تجارت ، الشارجه امارات ، استقلال تهران ، راه آهن تهران ، نفت تهران ، شهرداری فوتبال بازی  کرده است.
شهرام خیری متولد۱۳۵۹/۰۴/۲۱ از استان آذربایجان شرقیاست. برخی از سوابق و افتخارات وی بعنوان مربی/سرمربی به شرح زیر است:
بازیکن سابق تیمهای بانک تجارت ، الشارجه امارات ، استقلال تهران ، راه آهن تهران ، نفت تهران ، شهرداری
سر مربی تیم ملی دانش آموزی  و سرپرست  تیم ملی ناشنوایان ایران  و عضو هیئت ریسه انجمن فوتبال ، و مشاور ویژه ریس فدراسیون موی تای ایران
افتخارات ایشان ، با تیم بانک تجارت نایب قهرمان لیگ ایران و با راه آهن نایب قهرمان جام حذفی ، و تیم ملی ناشنوایان نایب قهرمان بازیهای آسیایی 2024مالزی و کسب سهمیه المپیک 2025 توکیو ژاپن
آقای شهرام خیری از سال 2022 بعنوان سر مربی تیم ملی دانش آموزی ایران هستند
از سال 1403تا کنون بعنوان سرپرست تیم ملی ناشنوایان و عضو هیئت ریسه انجمن فوتبال هستند
از سال 1404بعنوان مشاور ویژه ریس فدراسیون موتای جمهوری اسلامی ایران می‌باشند
همچنین ایشان دارای مدرک مربی گری A کنفدراسیون آسیا و دارای لایسنس اروپایی از کشور هلند میباشند ،

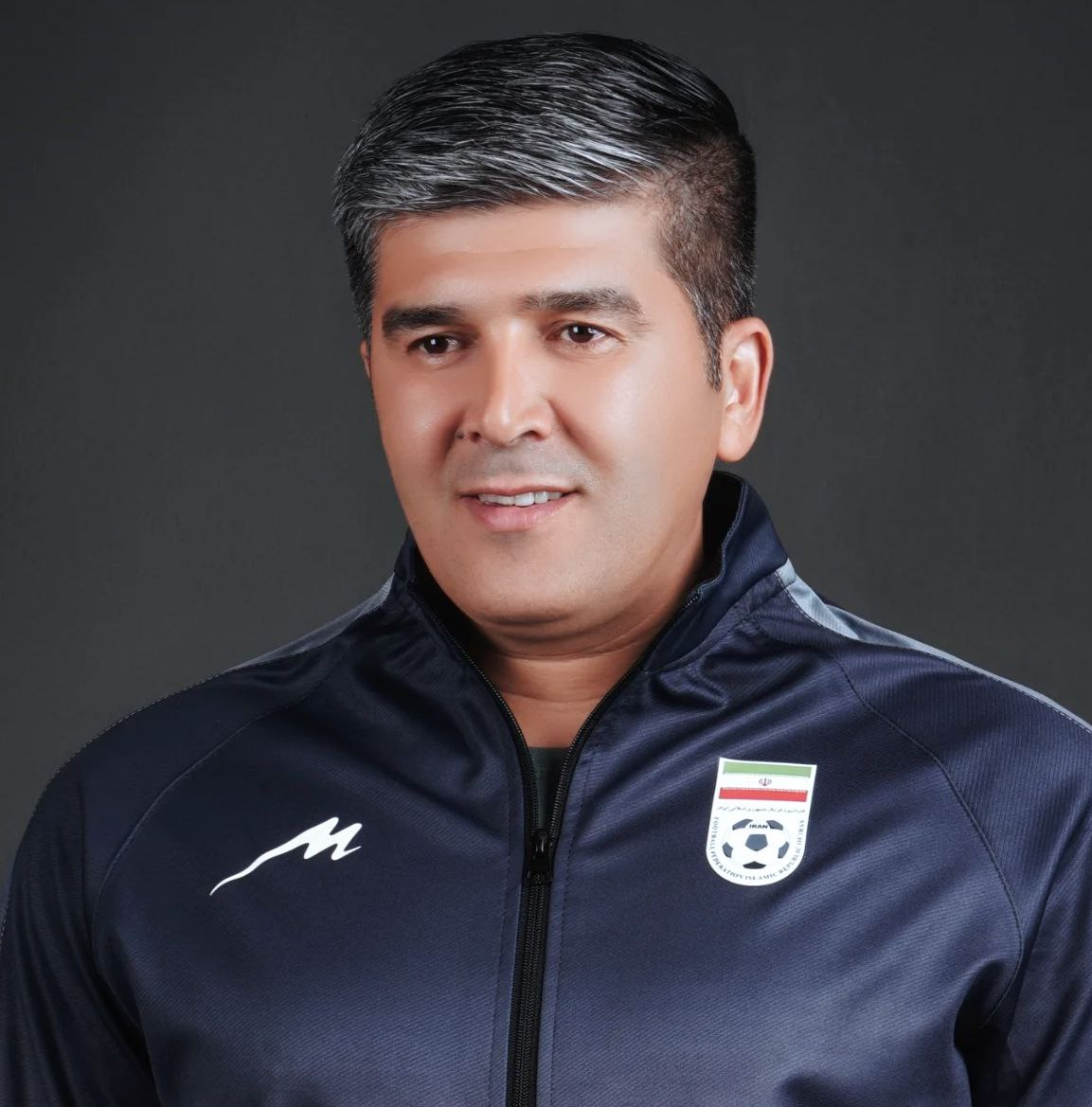

1. ↑  «شهرام خیری». اسپولینک | Spolink. دریافت‌شده در ۲۰۲۵-۰۷-۲۰.
2. ↑  «شهرام خیری». اسپولینک | Spolink. دریافت‌شده در ۲۰۲۵-۰۷-۲۰.
3. ↑  «شهرام خیری». اسپولینک | Spolink. دریافت‌شده در ۲۰۲۵-۰۷-۲۰.
4. ↑  «مربی ملکانی سرمربی تیم ملی فوتبال دانش آموزی کشور شد». https://www.irna.ir/. ۲۰۲۴-۱۲-۰۶. دریافت‌شده در ۲۰۲۵-۰۷-۲۰. پیوند خارجی در |وبگاه= وجود دارد (کمک)
5. ↑  «شهرام خیری». EverybodyWiki Bios & Wiki. ۲۰۲۱-۱۲-۱۵. دریافت‌شده در ۲۰۲۵-۰۷-۲۰.
6. ↑  www.irna.ir https://www.irna.ir/news/84817421/%D9%85%D8%B1%D8%A8%DB%8C-%D9%85%D9%84%DA%A9%D8%A7%D9%86%DB%8C-%D8%B3%D8%B1%D9%85%D8%B1%D8%A8%DB%8C-%D8%AA%DB%8C%D9%85-%D9%85%D9%84%DB%8C-%D9%81%D9%88%D8%AA%D8%A8%D8%A7%D9%84-%D8%AF%D8%A7%D9%86%D8%B4-%D8%A2%D9%85%D9%88%D8%B2%DB%8C-%DA%A9%D8%B4%D9%88%D8%B1-%D8%B4%D8%AF. دریافت‌شده در ۲۰۲۵-۰۷-۲۰. پارامتر |عنوان= یا |title= ناموجود یا خالی (کمک)
7. ↑  «شهرام خیری در هیات رئیسه انجمن فوتبال ناشنوایان – فدراسیون ورزش های ناشنوایان». www.dsf.ir. دریافت‌شده در ۲۰۲۵-۰۷-۲۰.
8. ↑  «شهرام خیری». EverybodyWiki Bios & Wiki. ۲۰۲۱-۱۲-۱۵. دریافت‌شده در ۲۰۲۵-۰۷-۲۰.